# Ljudmila
Ljudmila je  žensko osebno ime.

## Izvor imena
Ime Ljudmila je slovanskega izvora in je zloženo iz besed ljud v pomenu besede »narod, ljudstvo« in mila v pomenu besede »prijeten, blag videz«.

## Različice imena
- ženske oblike imena: Ljudecita, Ljudimila, Ljudita, Ludislava, Ludmila, Milojka, Mila
- moške oblike imena: Ljudevit, Ljudmil, Ljudomil

## Pogostost imena
Po podatkih Statističnega urada Republike Slovenije je bilo na dan 31. decembra 2007 v Sloveniji število ženskih oseb z imenom Ljudmila: 5.926. Med vsemi ženskimi imeni pa je ime Ljudmila po pogostosti uporabe uvrščeno na 44. mesto.

## Osebni praznik
V koledarju je ime Ljudmila zapisano 16. septembra; (Ljudmila, češka svetnica in mučenica, † 16. sep. 921) 

## Društvo
Društvo Ljudmila, laboratorij za znanost in umetnost skozi povezovanje polj umetnosti in tehnike. Rozmanova 12, Ljubljana.
Spletna stran  * Društvo Ljudmila